# 仙居县图书馆
仙居县图书馆，又称仙居图书馆，是中华人民共和国浙江省台州市仙居县的一座县级公共图书馆，隶属于仙居县人民政府，由仙居县文化和广电旅游体育局主管。该馆馆舍位于仙居县解放街2号，并设有多家各种形式的分馆和书院。截止2018年7月，仙居县图书馆藏书量达811314册。2018年，晋升为国家一级图书馆。
该馆历史最早可追溯到1927年的仙居县公立图书馆，之后又分别成立仙居县立民众教育馆图书部、仙居县人民文化馆图书室、仙居县文化馆图书室，这些机构是于1978年8月拥有独立建制的仙居县图书馆的前身。而该馆馆舍始建于1986年，面积在台州市内是倒数的，已无法满足日常使用需要。目前正在建设的、仙居县图书馆将整体迁入的“仙居县城市文化综合体”将解决这一难题。

## 历史
民国十六年（1927年）春，仙居城关水孔头村的王施教捐资50元，助田1亩，创设了一个书报阅览处。之后，仙居县政府召集各界人士，讨论后设立仙居县公立图书馆，馆址设在文明楼。民国十八年八月，接省教育厅令，设立县仙居县立民众教育馆，原县公立图书馆改为仙居县立民众教育馆图书部。民国二十七年，省教育厅通令裁撤民众教育馆，改设为流动施教团，同时批准重新设立县立图书馆。仙居县公立图书馆得以重新设立。次年二月，撤流动施教团，复设民众教育馆，县立图书馆再次并入民众教育馆图书部，馆址亦迁至文庙。
民国三十八年（1949年）七月，解放军进入仙居，仙居县民众教育馆全体人员离职，图书亦散失。是年9月，残存图书和设备被保管在文庙，新馆开始筹建。翌年8月，仙居县人民文化馆成立，下设图书室筹集图书。之后，各项制度逐渐形成。1952年12月，仙居县人民文化馆改为仙居县文化馆。文化大革命期间，图书借阅服务时断时续。1967年初，仙居县文化馆成立文革小组，取代馆长领导文化馆工作。1968年7月后的一年内，县文化馆不设正式领导机构，受群众组织控制。1972年，图书室重新开放，但仅限于阅读毛泽东语录、马克思列宁著作和样板戏剧本；是年，中央下达有关文件，仙居县文化馆恢复馆长制。之后因形势原因，馆长和仙居县教育局革命领导小组同时并存、轮流领导工作。1974年，仙居县文化馆耗资7万元兴建大楼，1976年竣工。
文革结束后的1977年4月，仙居县文化馆图书室搬入县文化馆大楼，拥有可供活动场地310多平方米。1978年8月1日，仙居县图书馆成立。1979年4月，王乜矞担任首任馆长；5月实现单独建制，隶属于仙居县文化教育局。1982年后，改隶属于仙居县文化局。1984年6月30日，仙居县图书馆大楼开工。1986年10月竣工后，次年元旦对外全面开放，使用至今。1994年，仙居县图书馆被评为国家二级图书馆，为全国首批。
2017年3月9日，仙居县图书馆理事会成立，并召开第一次理事会议，选举朱寿龙为理事长。2018年，以总成绩988.5分、台州市第二名的成绩，晋升为文化和旅游部评定的国家一级图书馆。2019年5月，仙居县城市文化综合体项目开工，该项目位于仙居党校东侧，总占地面积47.48亩，总建筑面积7.04万平方米，仙居县图书馆将搬入此项目。

## 馆舍

### 馆舍沿革
1949年8月，仙居县人民文化馆图书室成立后，翌月便在文庙筹设新馆，为东厢两间面积合计40平方米的小屋，古籍书则存放在楼上三间合计50平方米的房子内。次年图书室搬迁至文明楼，共三室，面积为80平方米（古籍书仍存放于原处）。1951年8月，图书室迁回文庙，后增加一间朝南平房，面积近40平方米。1963年6月，搬至学前街的5间平房里，75平方米，对外开设图书外借、报刊阅览服务，并增设“青少年之家”（1965年搬至城关镇（现太平街道一带），改为镇文化站）。1964年，移动部分图书至小菜场附近开放，租用2间合计40平方米的民房。1965年，学前街馆一度搬至仙居县文化馆西厢3间合计50平方米的平房，然而不久便搬回学前街。
1966年文化大革命开始后，图书室关闭。1968年，图书室书库搬至南门街212号的2间合计40平方米的屋内，后又增设一间10平方米的房子。1972年图书室重新开放后，再度搬回到县文化馆西厢房，古籍书也于七、八月间一同搬到县文化馆，存放在东厢房。1973年，南厢3间平房得到扩展，面积达60平方米。1975年夏至1976年10月，少年儿童阅览室开放，地址在酒坊巷口对面，系租借的一间民房。1974年至1975年，浙江省、仙居县两级拨款合计7万元，开始建造文化馆大楼，到1976年8月竣工。
文革结束后的1977年4月，图书室搬入文化馆大楼。西边三楼10小间设为藏书库，面积近150平方米；底层6大间设为阅览室，面积达231平方米。其中含外借书库1间，半开架图书外借室2间，报刊阅览室2间，参考资料书库1间。古籍书于1977年下半年搬入大楼三楼，占据3个房间。1978年8月仙居县图书馆正式成立后，馆舍仍设在原址长达8年。这之间，图书馆的独立大楼于1984年6月开工，规模为4间4层楼，3间5层楼，占地0.5亩，建筑面积1440平方米。1986年10月，工程竣工。1987年1月，投入使用。新馆舍落成后，全馆9位工作人员（8位为女性）加班加点进行搬迁和装饰布置，为国家节省开支三千余元。该馆舍一直使用至今。而原来的文化馆大楼现在则被用于部分员工的宿舍。
该馆馆舍的面积在全台州市是倒数的，而原来的馆舍也早已无法满足日常需要，故该馆一直在筹划新建馆舍。2014年12月，仙居县图书馆新馆开始设计，新馆位置选定在南峰山脚下北侧，由中国美术学院风景建筑设计研究院设计。2019年5月，仙居县城市文化综合体项目开工，这是台州市首个大型综合类的公共文化基础设施项目。该项目位于仙居党校东侧、永安溪与南峰山交界处，总占地面积47.48亩，总建筑面积7.04万平方米。工程总投资约6.36亿元，建设期限为3年。仙居县图书馆、仙居县博物馆、仙居县文化馆、仙居剧院都将入驻该项目。其中，仙居县图书馆拥有藏书区、阅览区、文献共享区等区块。该项目建成后，仙居县图书馆将至少能够藏书100万册，并有效缓解现在座位和书架紧缺的问题。

### 现时馆舍
仙居县图书馆主馆位于解放街2号，占地面积0.5亩，主楼建筑面积1440平方米，馆区总面积3725平方米。馆内设图书外借室、报刊阅览室、少儿借阅室、电子阅览室、资料查阅室、地方文献室等科室。馆内还有一个学术报告厅，设施齐全，可容纳100多人。
| 五楼 | 馆长室           | 馆长室                              |
| 五楼 | 财务室           |                                     |
| 三楼 | 地方文献室       | 周一至周五 8:00－11:30 14:30－17:30 |
| 二楼 | 少儿借阅室       | 8:30－17:30                         |
| 二楼 | 外借室（成人室） | 8:30－20:30                         |
| 二楼 | 采编室           |                                     |
| 一楼 | 乐安自修室       | 8:00－20:30                         |
| 一楼 | 报刊阅览室       | 8:00－11:30 14:30－17:30            |
| 一楼 | 电子阅览室       |                                     |

### 分馆概况
截至2019年5月，仙居县图书馆共建成乡镇分馆18家、和合书吧8家、特色分馆12家、书院8家。其中，特色分馆在社区矫正中心、人寿财险、妇幼保健院等地设立，选择书籍具有针对性，如在妇幼保健院分馆配备医疗健康方面书籍等，2019年将继续建设4到5家。书院则承担着“传承和发扬本地优秀文化”的任务，被仙居县政府作为一项重要工作来推荐，2016年5月更是专门印发了《仙居书院建设方案》，明确将仙居书院打造成“集传统文化教育和现代人文教育为一体的新型文化工作载体”。书院得到了群众和各部门的支持，并有良好的影响。仙居县图书馆还拥有一辆大型流动图书车，定期送书、送展览、送讲座下乡，为偏远地区群众提供服务。所有分馆的馆藏在全县内通借通还，即在其他分馆也可归还，做到“一卡通”。

## 馆务

### 馆务概况
仙居县图书馆是仙居县文化和广电旅游体育局的局属单位，后者在2019年预计拨款515万元在仙居县图书馆上，这些款项主要用于人员工资及图书采购等。馆内正式编制11人，现正式职工8人；截止2019年4月，仙居县图书馆馆长为蒋智恩。仙居县图书馆的使命是“提高市民素质，打造书香仙居”；仙居县图书馆的愿景是“将仙居县图书馆建设成国内一流的县级图书馆”。
2017年，仙居县图书馆年借阅量77.2万册，年读者到馆人数达139万多人次。截至2017年5月，仙居县图书馆已办理借书证21466本。

### 馆藏与借阅信息
截至2018年7月，仙居县图书馆共藏书811314册（含含农村文化礼堂17.2万册）。截至2017年，仙居县图书馆藏书714109册，报刊1.83万册、地方文献6000余册。馆内还珍藏有《四库全书》的影印本一套，以及《民国丛书》和16部典藏版工具书，它们是仙居县图书馆的“镇馆之宝”。
原先，在仙居县图书馆办理借书证，需缴纳100元押金。2018年3月起，持仙居市民卡，便可在总馆或和合书吧免费办证，与借书证享受同等借阅权限。可借5本书，借期1个月；可来馆或在仙居县图书馆网站上办理续借手续，续借一次15天。借书证实行年度审核制度，每年审核一次。挂失补办需缴纳工本费10元。若退证，押金将一并归还。而外地户口也可以在该馆正常办理借书证。

### 数字服务
仙居县图书馆组织专业人员对《仙居县志》、《光绪仙居县志》等地方志实现数字化，通过信息技术途径进行进行数字加工，使得读者无需查找实体书便可在线阅读。仙居县图书馆还在浙江省率先启动数据库项目建设，目前已建成“仙居历史人文地图”、“仙居花灯数据库”、“仙居彩石镶嵌数据库”、“仙居民间绣花艺术数据库”、“千年古镇——皤滩变迁史”、“仙居记忆数据库”、“仙居县图书馆小微企业智库”、“仙居县特色文献库”等8个数据库，数字资源总量达6.63TB。
该馆还开通了“仙居县数字图书馆”服务平台，借助浙江网络图书馆平台，提供4.2亿条中外文文献信息、330万种图书书目信息。该数字图书馆内还有仙居县的地方文献和特色书籍，据馆长蒋智恩称“可以说是台州第一家”。除了以上数字资源，仙居县图书馆还拥有方正Apabi数字图书、清华同方全文期刊、论文、报纸数据库、全国文化信息资源资源共享平台、龙源期刊、维普中文科技期刊等数字资源。读者可到馆内一楼的电子阅览室查找资源，除每小时1元的上网费以外不收取其他费用。
线下设备方面，仙居县图书馆及部分分馆已支持手机二维码借书和二维码进门，以及通过办证机自助办证。

### 特色活动
仙居县图书馆举办公益性讲座“仙居故事汇”，该讲座立足于仙居本地文化和历史，在仙居县内出现了家乡文化热潮。仙居县图书馆还举办过“网络书香过大年”活动、《公共图书馆法》巡展、春分诗会，并于元宵节在微信公众号上和线下分别举办猜灯谜活动。